# Тайната вечеря в Сан Марко
„Тайната вечеря“ (на италиански: Il Cenacolo или L'Ultima Cena) е фреска от 1486 г. на италианския ренесансов художник Доменико Гирландайо в малката трапезария на бившия доминикански манастир „Сан Марко“, днес Национален музей Сан Марко във Флоренция, Италия.

## История
Това е третата фреска на Гирландайо на тема „Тайната вечеря“, след Тайната вечеря в абатството в Пасиняно през 1476 г. и Тайната вечеря в Онисанти през 1480 г.